# Surinaamse hoornkikker
De Surinaamse hoornkikker of  reuzenhoornkikker (Ceratophrys cornuta) is een kikker uit de familie Ceratophryidae.

## Uiterlijke kenmerken
Deze zware, plompe kikker heeft een enorme kop met een zeer brede bek en gespierde kaken. Ze zijn zeer variabel van kleur, bruin tot rood of groen. Ze hebben een ingewikkelde camouflagetekening. Het lichaam rust op korte poten. Boven de ogen bevinden zich twee hoornvormige uitsteeksels. Mannetjes zijn over het algemeen iets kleiner dan vrouwtjes. De lichaamslengte bedraagt 10 tot 20 cm.

## Levenswijze
Het voedsel van deze in hoofdzaak terrestrische kikker bestaat voornamelijk uit kikkers, hagedissen en muizen, die vanuit een hinderlaag worden gevangen. Ze liggen vaak verborgen in zachte grond, waarbij alleen de ogen nog zichtbaar zijn. Als er een prooi in de nabijheid komt, zetten ze hun tanden in de prooi totdat er geen leven meer in zit en slikken hem dan in zijn geheel in. Bij bedreiging kan hij zeer fel reageren en fel van zich afbijten met zijn scherpe tanden.
Het legsel bestaat uit maximaal duizend eieren, die in snoeren rond waterplanten worden afgezet.

## Verspreiding en habitat
Deze soort komt voor in Zuid-Amerika en leeft in de landen Brazilië, Colombia, Ecuador, Frans-Guyana, Guyana, Suriname en Peru.